# Lubefu (vattendrag)
Lubefu är ett vattendrag i Kongo-Kinshasa, ett biflöde till Sankuru. Det ligger i provinsen Sankuru, i den centrala delen av landet, 800 km öster om huvudstaden Kinshasa.